# Newport County AFC
Newport County AFC är en walesisk professionell fotbollsklubb i Newport, grundad 1912 och ombildad 1989. Hemmamatcherna spelas på Rodney Parade. Smeknamnet är The Exiles. Klubben spelar i League Two i det engelska ligasystemet.

## Historia

### Gamla klubben (1912–1989)

Klubbens ligaplaceringar från och med 1920.

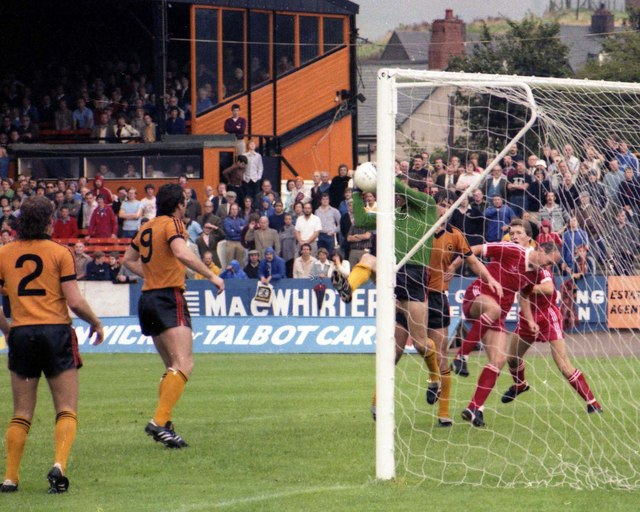
Newport County hemma mot Oxford United 1981.

Klubben grundades 1912 och fick genast en plats i Southern Football Leagues andradivision. Direkt efter första världskriget fick man gå upp till förstadivisionen och säsongen efter det var man en av de ursprungliga klubbarna i The Football Leagues nybildade Third Division. När Third Division nästföljande säsong delades upp i en North och en South Division placerades Newport County i Third Division South. Efter säsongen 1930/31, då man kom näst sist, blev man dock utröstade ur ligan och spelade säsongen efter i Southern Football Leagues Western Division. Trots en blygsam sjätteplats fick man återinträda i The Football League och var tillbaka i Third Division South.
Säsongen 1938/39 vann Newport County Third Division South och gick upp till Second Division, men klubbens första säsong på denna nivå avbröts efter bara tre matcher på grund av andra världskrigets utbrott. När The Football League återupptog verksamheten säsongen 1946/47 kom klubben sist i Second Division och åkte ned till Third Division South. När Third Division North och South blev Third Division och Fourth Division inför säsongen 1958/59 placerades man i Third Division, men säsongen 1961/62 kom man sist och åkte ned till Fourth Division.
Newport County spelade därefter i Fourth Division till och med säsongen 1979/80, då man efter en tredjeplats flyttades upp till Third Division. Samma säsong vann klubben även Welsh Cup och fick därmed spela i Cupvinnarcupen säsongen 1980/81. Där gick man ända till kvartsfinal innan det tog stopp mot östtyska Carl Zeiss Jena.
Sejouren i Third Division varade denna gång i sju säsonger, men den sjunde säsongen, 1986/87, kom man sist. Det gjorde man även nästföljande säsong i Fourth Division och åkte därmed ur The Football League, där man spelat oavbrutet sedan 1932 (bortsett från ligans uppehåll under andra världskriget).
Newport Countys första säsong i Football Conference, 1988/89, kunde klubben inte slutföra. I slutet av februari 1989 gick klubben i konkurs och uteslöts ur ligan. Klubbens resultat under säsongen ströks.

### Nya klubben (1989–)
Bara några månader senare hade en ny klubb, Newport AFC, bildats av supportrar till den gamla klubben. Newport fick en plats i Hellenic Football Leagues Premier Division, som man genast vann. Detta trots att man tvingades spela sina hemmamatcher på annan ort då man inte fick använda den gamla klubbens hemmaarena Somerton Park. I stället spelade man i Moreton-in-Marsh i Cotswolds i Gloucestershire i England, drygt tio mil nordöst om Newport. Det var detta som gjorde att klubben fick smeknamnet The Exiles.
Klubben flyttades efter ligasegern upp till Southern Football Leagues Midland Division. Under de två första säsongerna där fick man återvända till Somerton Park, men därefter tvingades man spela två säsonger i Gloucester i England innan man via en rättsprocess fick rätt att spela i Newport igen. Man vann Midland Division säsongen 1994/95 och blev uppflyttade till Premier Division. Efter två säsonger åkte man ur Premier Division, men två säsonger senare var man tillbaka igen efter en andraplats i Midland Division säsongen 1998/99. Samtidigt bytte man namn till Newport County AFC.

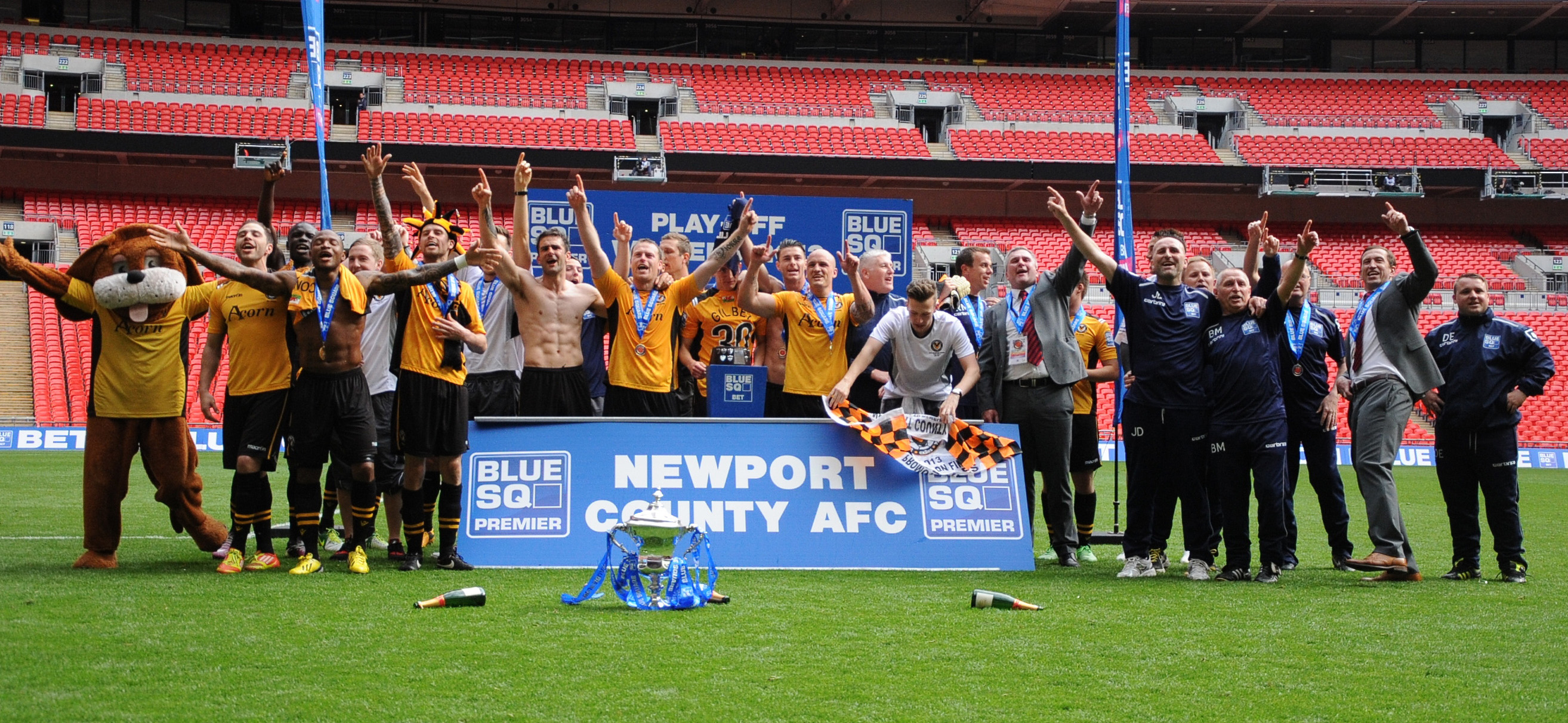
Newport County-spelare och -ledare firar segern i playoff-finalen till League Two på Wembley den 5 maj 2013.

När den nya divisionen Conference South bildades inför 2004/05 års säsong placerades klubben där och säsongen 2009/10 vann Newport County den divisionen och flyttades upp till Conference Premier, bara en nivå under The Football League. Efter att ha kommit nia och 19:e under de två första säsongerna kom man trea säsongen 2012/13, då man också började spela sina hemmamatcher på Rodney Parade, och gick till playoff om en plats i League Two. I semifinalen besegrades Grimsby Town med sammanlagt 2–0 och i finalen på Wembley, där man föregående säsong förlorat finalen i FA Trophy mot York City med 0–2, vann man nu med samma siffror över Wrexham, en annan klubb från Wales. Klubben var därmed tillbaka i The Football League efter 25 års frånvaro.

## Meriter

### Liga
- The Championship eller motsvarande (nivå 2): 22:a 1946/47 (högsta ligaplacering)
- League One eller motsvarande (nivå 3): Mästare 1938/39 (South)
- National League South (nivå 6): Mästare 2009/10
- Southern Football League Midland Division: Mästare 1994/95
- Hellenic Football League Premier Division: Mästare 1989/90

### Cup
- Welsh Cup: Mästare 1979/80
- FAW Premier Cup: Mästare 2007/08
- Hellenic Football League Cup: Mästare 1989/90
- Gloucestershire Senior Cup: Mästare 1993/94